# 綠惡魔
綠惡魔（英語：Green Goblin）是漫威漫畫旗下的一名超級反派，為蜘蛛人的最大死敵。此角色也被IGN列為第13屆的漫畫反派之一。

## 人物
綠惡魔在2002年電影《蜘蛛人》和2021年電影《蜘蛛人：無家日》中的特徵是穿著一套綠色的盔甲和戴著一個有著黃色眼睛的綠色惡魔頭盔，並以一架蝙蝠造型的滑翔機移動。在漫畫原著中則是頭戴紫色帽子和哥布林的面罩。其性格狂妄好戰，曾經邀請過和自己擁有相近力量的蜘蛛人共同行動但被拒絕，從此便開始將蜘蛛人作為宿敵。
第一代「綠惡魔」諾曼·奧斯朋本來是“蜘蛛人”彼得·帕克的好朋友哈利·奧斯朋的父親，是一家專門替美國軍方研製軍用武器的公司奧斯朋企業的老闆，家裏有一所大宅。某次由於要研發一種令人體變得強壯的血清卻得不到美軍的批准，在孤立無援之下只好親自成為實驗對象，但反而分裂出另一個性格暴躁且具有攻擊性的人格，並偷走自己公司最先進的高科技武器把美軍的基地炸毀，之後受到蜘蛛人的阻止並與他交手多次，但最後卻被自己的滑翔機刺死。他的兒子哈利則為了為父報仇而成為綠惡魔二世。
諾曼之後復活並為了向蜘蛛人報復而殺死了哈利，然後利用蜘蛛人的基因製造出一個蜘蛛人的複製品去對付真正的蜘蛛人。
在《秘密入侵》中的事件後，「鋼鐵人」東尼·史塔克失勢並被迫辭去神盾局局長一職，於事件中立下大功的諾曼在美國政府的支持下成為新任神盾局局長，但不被超級英雄信任的他於是找來一些前超級罪犯，例如猛毒、靶眼、月光石和原復仇者成員阿瑞斯和哨兵等人，自己則穿上被政府查封的復仇者大廈中被東尼留下的一套鋼鐵人動力服，自稱是「鋼鐵愛國者」後率領以上成員組成黑暗復仇者，並將神盾局改組為天錘局。

## 能力
綠惡魔需要定期攝取一種利用特殊的化學配方製成的超級血清以獲得超人的力量、防禦力、耐久力、敏捷度和反射神經。除此之外，綠惡魔亦擁有再生自癒的能力和天才級的智商，亦十分擅長搏擊、近身格鬥和武術。在綠惡魔的裝甲和滑翔機上亦附帶有很多由奧斯朋企業製造的高科技武器，例如飛刀、南瓜形狀的炸彈和滑翔機上的飛彈和機槍。

## 其他媒體

### 電影

2002年電影《蜘蛛人》中的綠惡魔，由威廉·達佛飾演

- 蜘蛛人三部曲：由威廉·達佛飾演綠惡魔。
  - 《蜘蛛人》（2002年）
  - 《蜘蛛人2》（2004年）：客串
  - 《蜘蛛人3》（2007年）：客串
- ：由丹·德翰飾演綠惡魔。
  - 《蜘蛛人驚奇再起2：電光之戰》（2014年）：不同於漫畫原作和《蜘蛛人三部曲》中由諾曼·奧斯朋變成綠惡魔，而是他的兒子哈利·奧斯朋直接變成綠惡魔，並非綠惡魔二世。
- 漫威電影宇宙：由威廉·達佛回歸飾演綠惡魔。
  - 《蜘蛛人：無家日》[2]（2021年）
- 蜘蛛宇宙系列：由喬馬·塔昆（英语：Jorma Taccone）聲演。
  - 《蜘蛛人：新宇宙》（2018年）

### 遊戲
- 《漫威英雄 Online》：玩家創角時可選擇綠惡魔為遊戲角色，或另付費購買。
- 《樂高漫威超級英雄》
- 《MARVEL未來之戰》：手機遊戲，綠惡魔是玩家可使用角色之一。
- 《漫威超級戰爭》

## 外部連結
- The Green Goblin （页面存档备份，存于） on Spider-Man Wiki
- The Green Goblins Hideout （页面存档备份，存于） for a complete Norman Osborn biography